# Васил Бояджиев
Васил (Васко) Бояджиев – Ачо е български художник.

## Биография
Роден е в Смолян на 27 май 1953 г. Известен е със своите живописни творби, свързани с родния му град и Родопите. Умира на 27 януари 2013 г.
Известни негови творби са „Бела съм бела юначе“, „Родопска песен 1, 2, 3“, "Параклиса св. Спас”, „Църквата Св. Неделя“, „Дяволския мост“, „Арки“ и „Родопа“. Изобразява своите идеи и поглед въз основа на множеството си пътувания.
От 1968 до 1972 учи в Художествената гимназия в София. През 1980 завършва Института по живопис, скулптура и архитектура „И. Е. Репин“ в Санкт Петербург, специалност Монументална живопис – „витраж“.
Пътува до Бенин и Франция, спомените му се вплитат в творбите му, като винаги напомнят и за скъпата му родина. До последно родният Смолян, китният Златоград и Могилица заедно с църкви и пейзажи пленяват твореца.